# Zellescher Weg

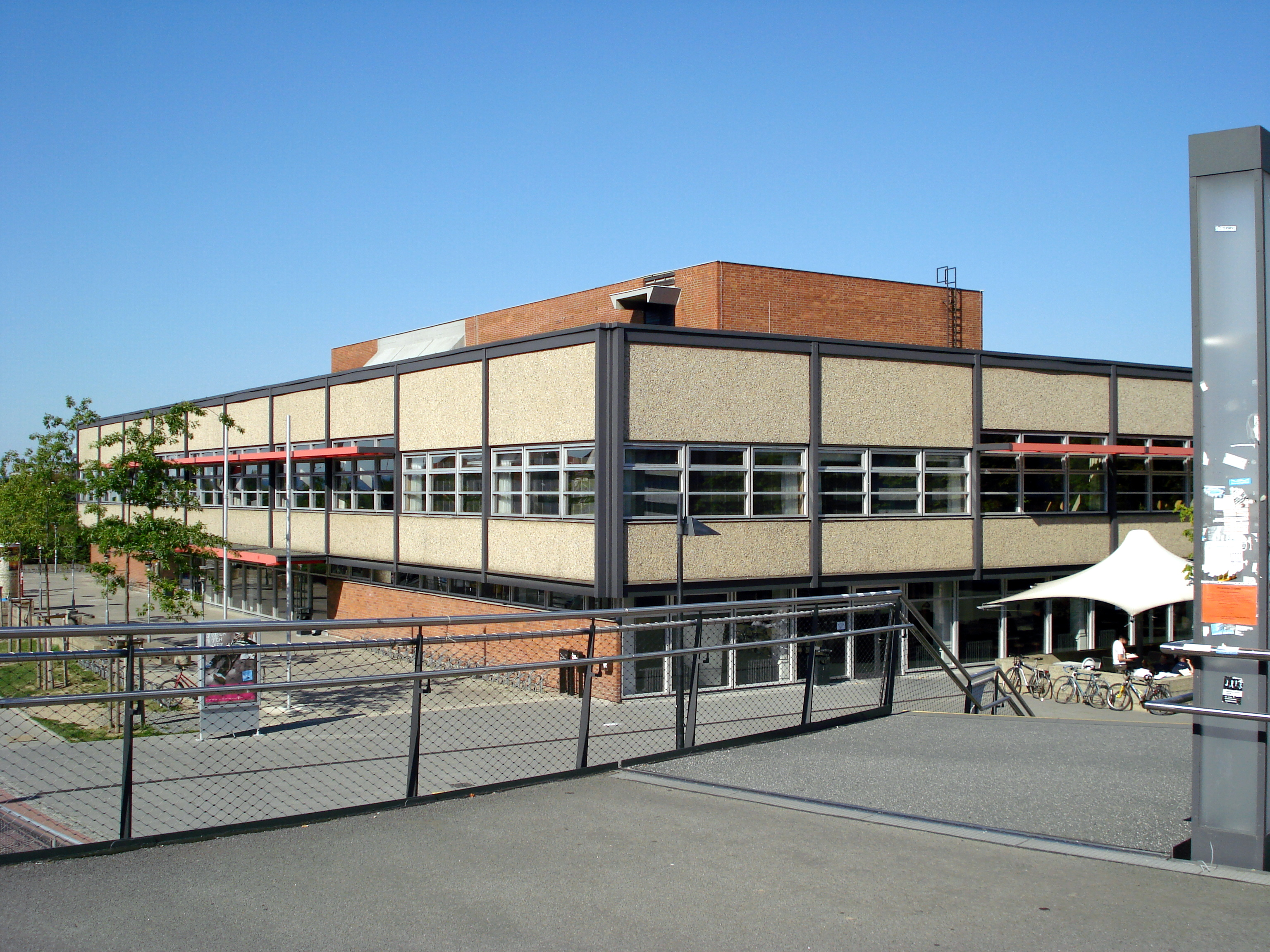
Neue Mensa von Ulf Zimmermann

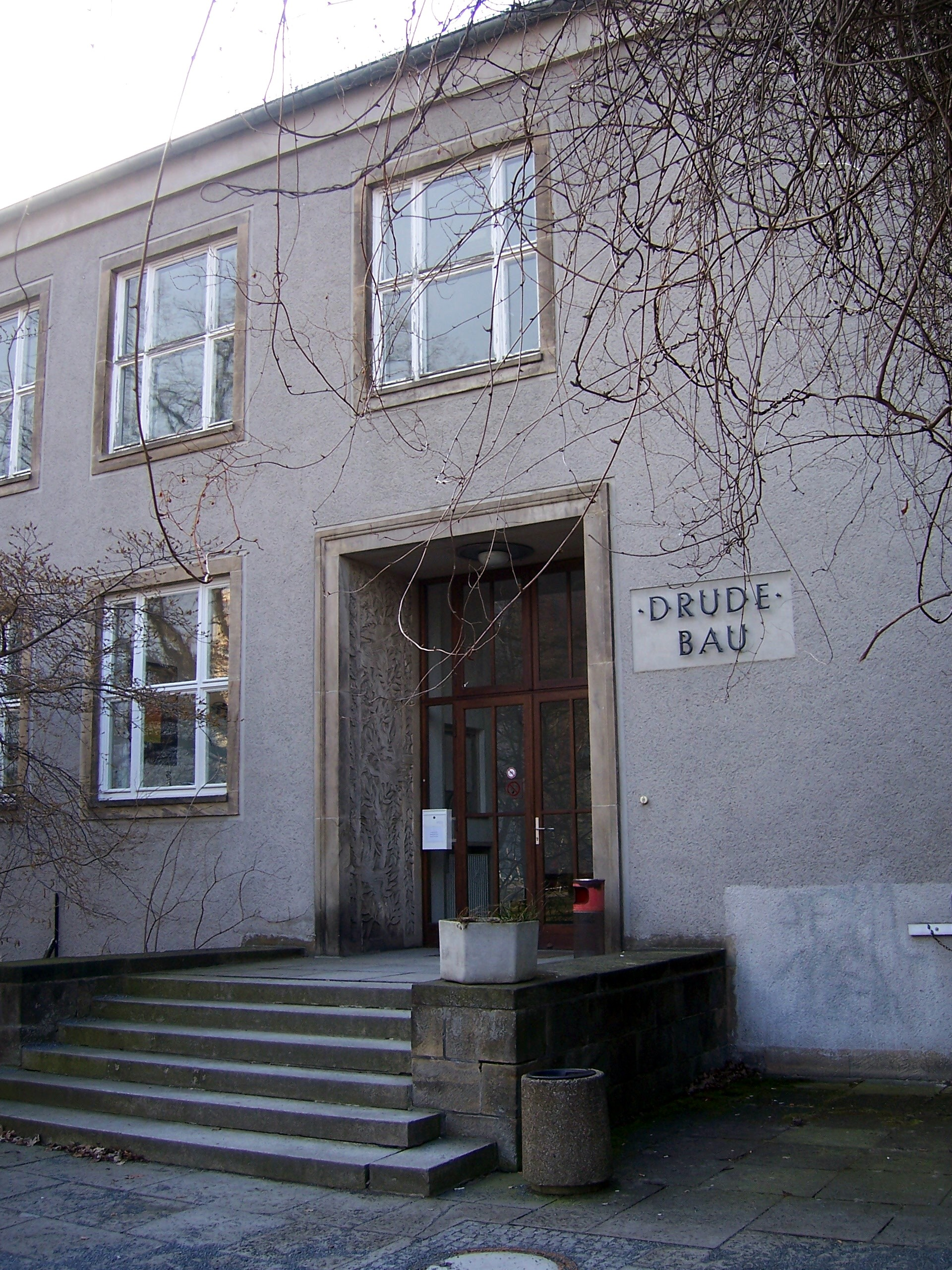
Drude-Bau

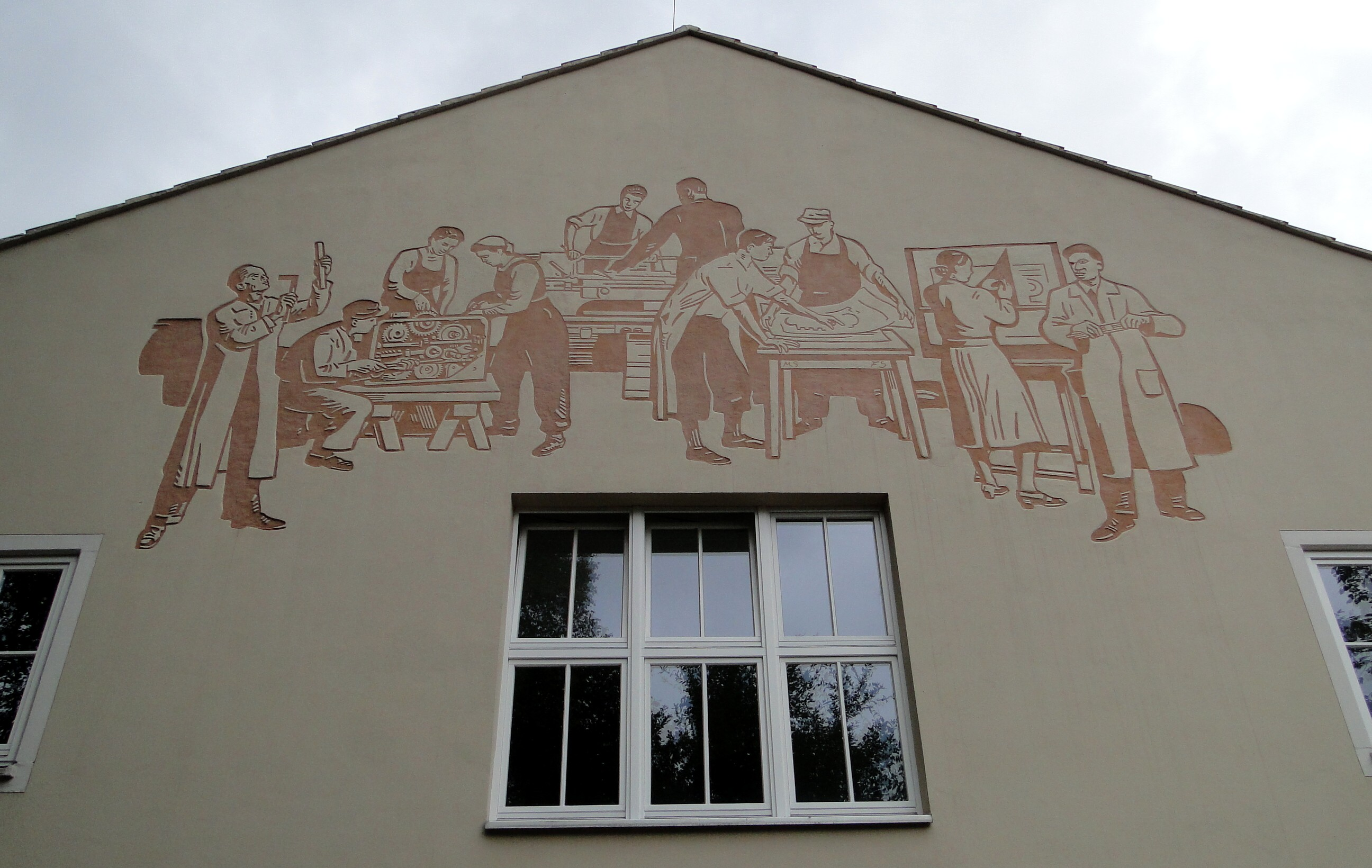
Sgraffito am Studentenwohnheim Zellescher Weg 41c

Der Zellesche Weg  ist eine Straße in Dresden, er bildet die Grenze zwischen den Stadtteilen Südvorstadt und Räcknitz/Zschertnitz. An die frühere südliche Weichbildgrenze Dresdens erinnert der Weichbildstein Nr. 63. Dieser befindet sich seit seiner Sanierung Mitte der 1990er Jahre nahe der Neuen Mensa, ursprünglich stand er an der Kreuzung mit der Dippoldiswalder Chaussee (heutige Bergstraße).
Als Teil der Staatsstraße 172 sowie des Äußeren Stadtrings ist der Zellesche Weg baulich getrennt vierspurig ausgebaut.

## Beschreibung
Der Weg diente frühestens 1288 als Transportweg zwischen dem Kloster Altzella und dessen Klosterhof von Leubnitz und wurde deshalb nach ihm benannt. Er verlief ursprünglich von Löbtau entlang des Weißeritzmühlgrabens, über den Hahneberg und den Frankenberg bis zum Klosterhof Leubnitz. Er hatte den Vorteil, dass Transporte nicht die eigentliche Stadt Dresden berührten und daher unverzollt transportiert werden konnten. Bis in das hohe Mittelalter wurde die Straße von den Festungsvorwerken Auswik und Boskau flankiert. Der alte Verlauf des Weges ging 1870 im Zuge der Bebauung mit den Villenvierteln der Südvorstadt verloren. So wurde mit dem Bau neuer Häuser der Weg bis zur Hohen Straße Altenzeller Straße genannt. Nur der zwischen Fritz-Foerster-Platz und Teplitzer Straße gelegene Teil des Weges behielt seinen alten Namen, blieb jedoch bis 1950 weitgehend unbebaut. Am Fritz-Foerster-Platz kreuzt die aus Nordwesten kommende Nürnberger Straße die Bergstraße und führt in östlicher Richtung als Zellescher Weg weiter. In ihn münden im weiteren Verlauf die Einsteinstraße (Nordseite), Erlweinstraße (Nordseite), Max-Liebermann-Straße (Nordseite), Heinrich-Greif-Straße (Südseite), Ackermannstraße (Nordseite)/Paradiesstraße (Südseite), Tizianstraße (Südseite) und Cauerstraße (Südseite), bevor er schließlich an der Kreuzung mit der Teplitzer Straße/Caspar-David-Friedrich-Straße seinen östlichen Ausgangspunkt findet.

## Verkehr
Am Zelleschen Weg verkehrte von 1949 bis 1974 eine O-Bus-Linie, die einzige ihrer Art in Dresden. Heute verkehrt mit der Buslinie 61 die mit 32.000 Fahrgästen pro Tag am stärksten genutzte Stadtbuslinie Dresdens auf dieser Straße. Die Stadt und die Dresdner Verkehrsbetriebe verfolgen Pläne hier eine Straßenbahn-Neubaustrecke zu bauen, um der steigenden Nachfrage gerecht zu werden.
Der Zellesche Weg ist außerdem Teil des Äußeren Stadtrings.

## Bebauung
Am Zelleschen Weg befinden sich Kulturdenkmäler am Zelleschen Weg Nr. 12–16 (Willers-Bau und Trefftz-Bau mit Figur Bändigung und Verwendung des Wassers, Nehru-Büste), 19 (Andreas-Schubert-Bau mit Kranich-Plastik), 40 (Drude-Bau mit Pergola und Gewächshäusern) sowie 41, 41a, 41b, 41c und 41d (Studentenwohnheime des Studentenwerks Dresden).
- Neue Mensa Dresden Ecke Zellescher Weg/Bergstraße: Im Jahr 1978 wurde die Neue Mensa fertiggestellt. Das von 1974 bis 1978 von Ulf Zimmermann, Eberhard Seeling und Olaf Jarner[2] errichtete Gebäude besteht aus einem flachen, quadratischen Baukörper. Eine Metallplastik „Mast mit zwei Faltungszonen“ wurde von Hermann Glöckner geschaffen und steht vor der Mensa.[3]
- Willers-Bau, Zellescher Weg 12–14: Das Hauptgebäude des Fachbereichs Mathematik (Fakultät Mathematik und Naturwissenschaften der TU Dresden) wurde 1950–1955 von Walter Henn, Karl Wilhelm Ochs, Georg Funk und Heinrich Rettig erbaut. Ein langgestreckter Bau an der Straßenseite verbindet drei Querflügel.
- Trefftz-Bau, Zellescher Weg 16: Das Hörsaalgebäude für Mathematiker und Physiker steht etwas abgesetzt vom Zelleschen Weg nur mit einer Giebelseite zu diesem und parallel zu den Querflügeln von Willers- und Physikbau. Der Bau erfolgte 1953–1955 durch Walter Henn (Plan) und Georg Funk (Bau). Eine auf Granitsäulenpaaren ruhende Brücke führt vom Trefftz-Bau zum Willers-Bau.
- Kongress- und Messezentrum „DrePunct“ (universitätsintern Bürogebäude Zellescher Weg (BZW) genannt), Zellescher Weg 17: Auf dem Gebiet alter Sportanlagen wurde von 1993 bis 1995 das Kongress- und Messezentrum „DrePunct“ nach den Entwürfen von Brenner & Partner errichtet. Im Jahr 1997 war dort die Fakultät für Architektur untergebracht.[4] Im Untergeschoss sind hier Zweigbibliotheken von Fakultäten der TU Dresden untergebracht. Das Institut für Sächsische Geschichte und Volkskunde hat in diesem Gebäudekomplex seinen Sitz. Eine ganz bedeutende Zwischennutzung war bis zum Bezug des Hauptgebäudes gegenüber am Zelleschen Weg die durch die „Sächsische Landesbibliothek“.
- Direkt gegenüber, Zellescher Weg 18, steht seit 2002 das Hauptgebäude der Sächsischen Landesbibliothek – Staats- und Universitätsbibliothek Dresden (SLUB).
- Andreas-Schubert-Bau der TU Dresden, Zellescher Weg 19: Dieser wurde von 1956 bis 1960 nach Entwürfen von Helmut Fischer und Heinz Stoll erbaut.[5]
- Drude-Bau, Zellescher Weg 40: Das Gebäude wurde von 1950 bis 1952 von den Architekten Walter Henn, Fritz Schaarschmidt und Karl Wilhelm Ochs errichtet.[6] Das zweigeschossiges Lehrgebäude wurde in Sandstein-Putzarchitektur errichtet[6] und ist Sitz des Instituts für Hydrobiologie der TU Dresden. Am Eingang befindet sich ein Flachrelief vom Reinhold Langner.
- Die sechs Studentenwohnheime Wundtstraße befinden sich zwischen Wundstraße und Zelleschem Weg. Die 15-geschossigen Hochhäuser wurden 1969 bis 1971 direkt westlich der fünf Studentenwohnheime Zellescher Weg 41–41d errichtet.
- Studentenwohnheime Zellescher Weg 41, 41a, 41b, 41c und 41d: Die denkmalgeschützten Gebäude wurden nach Plänen von Heinrich Rettig von 1952 bis 1955 als einfache zweigeschossige Putzbauten errichtet.[7]